# 3643 Tienchanglin
3643 Tienchanglin eller 1978 UN2 är en asteroid i huvudbältet som upptäcktes den 29 oktober 1978 av Purple Mountain-observatoriet i Nanjing, Kina. Den är uppkallad efter Chang-Lin Tien.
Asteroiden har en diameter på ungefär 9 kilometer.